# Beckley (Hampshire)
Pour les articles homonymes, voir Beckley.
Beckley est un hameau du Hampshire, en Angleterre. Il se trouve dans la paroisse civile de Bransgore.

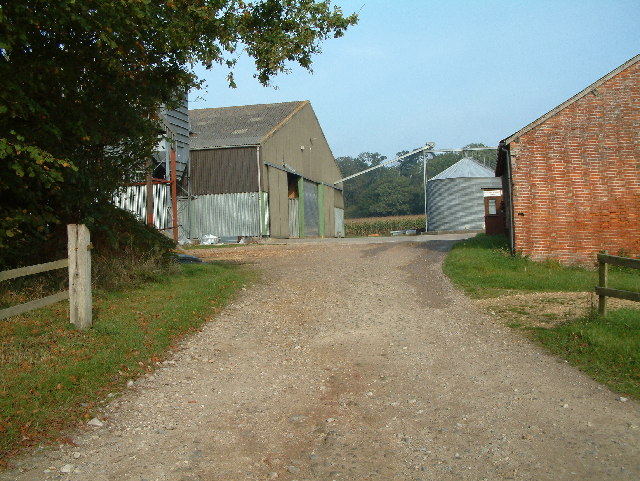
Ferme à Beckley.

Beckley est mentionné dans le Domesday Book de 1086, quand il était tenu par « Nigel le médecin » de  Earl Roger de Shrewsbury.
Avant 1066, il était tenu par Holmger. Le manoir était connu sous le nom de Bichelei en 1086, et Beckele en 1294.
Le nom signifie la clairière de Beocca ou de Bicca, et peut être lié au manoir Domesday de Becton trouvé à l'est de Barton on Sea. 
Aujourd'hui, Beckley est encore une petite agglomération autour de la ferme de Beckley.